# Hopeless for the Holidays
Hopeless for the Holidays è una compilation pubblicata il 4 dicembre 2012 dall'etichetta Hopeless Records, e contiene 4 tracce di ispirazione natalizia registrate appositamente per la compilation da band sotto contratto con la casa discografica stessa. L'uscita della compilation è stata annunciata dalla Hopeless Records il 26 novembre 2012 attraverso una nota sul suo sito ufficiale, in cui si comunica che la raccolta sarà in vendita su iTunes al costo di 2,99$, e che a partire dal 26 novembre avrebbero caricato in preascolto una traccia al giorno dalla compilation.
La prima canzone, inedita, è The Only Thing That Glistens dei For the Foxes, seguita da una cover di All I Want for Christmas Is You (originale di Mariah Carey) eseguita dai Divided by Friday. La terza traccia è un'originale degli Anarbor intitolata West Coast Christmas, mentre la traccia conclusiva è X-Mas in Texas dei Driver Friendly, anch'essa originale.

## Tracce
1. The Only Thing That Glistens (For the Foxes) – 2:56
2. All I Want for Christmas Is You (Divided by Friday) – 3:53
3. West Coast Christmas (Anarbor) – 3:11
4. X-Mas in Texas (Driver Friendly) – 3:39